# Listă de cântărețe internaționale
Aceasta este o listă cu cântărețe de talie internațională, sortată după genuri în ordinea alfabetică a cântărețelor.
Pentru cântăreți, vedeți aici.

## Muzică clasicășioperă
- Marietta Alboni
- Marian Anderson
- Victoria de los Angeles
- Jo Appleby
- Cecilia Bartoli
- Jane Bathori
- Sarah Beckers
- Sarah Brightman
- Grace Bumbry
- Montserrat Caballe
- Maria Callas
- Lina Cavalieri
- Charlotte Church
- Mimi Coertse
- Fiorenza Cossotto
- Annette Daniels
- Emmy Destinn
- Kathleen Ferrier
- Kirsten Flagstad
- Renee Fleming
- Mirella Freni
- Amelita Galli-Curci
- Pauline Garcia-Viardot
- Mary Garden
- Lesley Garrett
- Marilyn Horne
- Soile Isokoski
- Raina Kabaivanska
- Kiri Te Kanawa
- Lilli Lehmann
- Lotte Lehmann
- Jenny Lind
- Karita Mattila
- Carla Maffioletti
- Carlotta Marchisio
- Nellie Melba
- Anna Moffo
- Carmen Monarcha
- Birgit Nilsson
- Jessye Norman
- Magda Olivero
- Adelina Patti
- Leontyne Price
- Yvonne Printemps
- Leonie Rysanek
- Bidu Sayão
- Elisabeth Schumann
- Ernestine Schumann-Heink
- Elisabeth Schwarzkopf
- Renata Scotto
- Meta Seinemeyer
- Beverly Sills
- Joan Sutherland
- Renata Tebaldi
- Salli Terri
- Eva Turner
- Tsakane Valentine
- Shirley Verrett
- Tarja Turunen

## Country
- Lynn Anderson (1947 – 2015)
- Jessica Andrews (n. 1983)
- Nancy Apple
- Joan Baez (n. 1941)
- Laura Cantrell (n. 1967)
- Carlene Carter (n. 1955)
- Deana Carter (n. 1966)
- June Carter Cash (1929 – 2003)
- Rosanne Cash (*1955)
- Mary Chapin Carpenter (*1958)
- Patsy Cline (1932 – 1963)
- Jessi Colter (*1943)
- Linda Davis (*1962)
- Kelly Brock (*1979)
- Skeeter Davis (1931 – 2004)
- Barbara Fairchild (*1950)
- Crystal Gayle (*1951)
- Bobbie Gentry (*1942)
- Nanci Griffith (1953 – 2021)
- Emmylou Harris (*1947)
- Faith Hill (*1967)
- Wanda Jackson (*1937)
- Norma Jean (*1938)
- Naomi Judd (1946 – 2022)
- Wynonna Judd (*1964)
- Alison Krauss (*1971)
- k.d. lang (*1961)
- Brenda Lee (*1944)
- Patty Loveless (*1957)
- Loretta Lynn (1932 – 2022)
- Rose Maddox (1925 – 1998)
- Natalie Maines (*1974)
- Barbara Mandrell (*1948)
- Kathy Mattea (*1959)
- Martina McBride
- Reba McEntire (*1955)
- Tift Merritt (*1975)
- Jo Dee Messina (*1970)
- Patsy Montana (1908 – 1996)
- Lorrie Morgan (*1959)
- Anne Murray (*1945)
- Olivia Newton-John (1948 – 2022)
- Jamie O'Neal (*1968)
- Marie Osmond (*1959)
- Patti Page (1927 – 2013)
- Dolly Parton (*1946)
- Minnie Pearl (1912 – 1996)
- Bonnie Raitt (*1949)
- Jeannie C. Riley (*1945)
- LeAnn Rimes (*1982)
- Connie Smith (*1941)
- Sammi Smith (1943 – 2005)
- Billie Jo Spears (1938 – 2011)
- Lucille Starr (1938 – 2020)
- Pam Tillis (*1957)
- Tanya Tucker (*1958)
- Shania Twain (*1965)
- Carrie Underwood (*1983)
- Kitty Wells (1919 – 2012)
- Dottie West (1932 – 1991)
- Shelly West (*1958)
- Lucinda Williams (*1953)
- Gretchen Wilson (*1973)
- Lee Ann Womack (*1966)
- Tammy Wynette (1942 – 1998)
- Trisha Yearwood (*1964)
- Suzy Boggus (*1956)

## Fado
Vezi Listă de muzicieni fado
- Maria Albertina (1912 – 1984)
- Maria Armanda (*1942)
- Mafalda Arnauth (*1974)
- Margarida Bessa
- Maria Ana Bobone
- Cristina Branco (*1972)
- Berta Cardoso (1911 – 1997)
- Lucilia do Carmo (1920 – 1999)
- Teresa Silva Carvalho (*1938)
- Ada de Castro (*1937)
- Beatriz da Conceição (*1939)
- Ercilia Costa (1902 – 1986)
- Maria Dilar
- Maria da Fé (*1942)
- Piedade Fernandez
- Lenita Gentil (*1948)
- Katia Guerreiro (*1976)
- Mathilde Larguinho
- Maria Lisboa (*1957)
- Alice Maria
- Fernanda Maria
- Cidalia Moreira (*1944)
- Ana Moura (*1979)
- Maria da Nazare
- Maria Teresa de Noronha (1918 – 1993)
- Simone de Oliveira (*1938)
- Alice Pires (*1956)
- Amália Rodrigues (1920 – 1999)
- Deolinda Rodrigues (*1924)
- Teresa Salgueiro (*1969)
- Argentina Santos (1924 – 2019)
- Tina Santos
- Herminia Silva (Herminia Silva Leite Guerreiro) (1913 – 1993)
- Teresa Siquiera (*1953)
- Linda de Souza (1948 – 2022)
- Teresa Tarouca (*1947)
- Raquel Tavares (*1985)
- Maria Valejo

## Folk
- Joan Baez
- Mari Boine
- Tracy Chapman
- Judy Collins
- Cass Elliot (1941 – 1974) – membră a formației The Mamas and the Papas
- Ani DiFranco
- Suzi Jane Hokum
- Jewel
- Christine Lavin
- Joni Mitchell
- Joëlle
- Anna McGarrigle
- Kate McGarrigle
- Violeta Parra
- Mary Travers
- Phranc
- Beth Orton
- The Roches
- Emily Saliers
- Bree Sharp
- Michelle Shocked
- Svetlana 'Ceca' Veličković
- Gillian Welch
- Zara
- Alison Krauss
- Christina 'Licorice'McKechnie
- Sandy Denny
- Connie Kaldor
- The Wailin' Jennys

## Gospel
- Yolanda Adams
- Aretha Franklin
- Cissy Houston
- Mahalia Jackson
- Etta James
- Mavis Staples/Staples Singers
- Dinah Washington
- Michelle Williams

## Jazz
- Mildred Bailey
- Anita Baker
- Blu Cantrell
- Betty Carter
- Eva Cassidy
- Blossom Dearie
- Ella Fitzgerald
- Billie Holiday
- Stevie Holland
- Norah Jones
- Diana Krall
- Peggy Lee
- Susannah McCorkle
- Lizzy Miles
- Anita O'Day
- Madeline Peyroux
- Sade
- Nina Simone
- Keely Smith
- Sarah Vaughan
- Ethel Waters
- Lee Wiley
- Dinah Washington
- Cassandra Wilson

## Bluegrass
- Alison Krauss (*1971)
- Rhonda Vincent (*1962)
- Lizz Wright (*1980)

## Blues
- Lucille Bogan (1897 – 1948)
- Lucille Hegamin (1894 – 1970)
- Billie Holiday (1915 – 1959)
- Janis Joplin (1943 – 1970)
- Ma Rainey (1886 – 1939)
- Bessie Smith (1894 – 1937)
- Clara Smith (1894 – 1935)
- Mamie Smith (1891[1] – 1946)
- Victoria Spivey (1906 – 1976)
- Susan Tedeschi (*1970)
- Sippie Wallace (1898 – 1986)
- Geeshie Wiley (1908 – 1950)

Vezi și: Contralto, Soprană, Mezzo-soprană

## Latino
- Addys D'Mercedes
- Carmen Miranda
- Christina Aguilera
- Celia Cruz
- Charo
- Gloria Estefan
- Jennifer Lopez
- Julieta Venegas
- Mercedes Sosa
- Princessa
- Rosa
- Paulina Rubio
- Selena
- Paz Vega
- Shakira
- Tamara
- Thalia
- Alejandro Fernandez
- Alexandre Pires

## Musicalșicabaret
- Julie Andrews
- Shirley Bassey
- Teresa Brewer
- Cathy Carr
- Rosemary Clooney
- Doris Day
- Deanna Durbin
- Jean DuShon
- Gracie Fields
- Ella Fitzgerald
- Judy Garland
- Gogi Grant
- Hildegarde
- Stevie Holland
- Lena Horne
- Kitty Kallen
- Greta Keller
- Cleo Laine
- Peggy Lee
- Ute Lemper
- Lotte Lenya
- Julie London
- Lorna Luft
- Vera Lynn
- Ethel Merman
- Bette Midler
- Liza Minnelli
- The Nordstrom Sisters
- Patti Page
- Edith Piaf
- Carmel Quinn
- Dinah Shore
- Kate Smith
- Jo Stafford
- Kay Starr
- Gale Storm
- Barbra Streisand
- Sarah Vaughan
- Margaret Whiting

## Muzică ușoarășipop

### A-F
- Addys D'Mercedes
- Adele
- Paula Abdul
- Christina Aguilera
- Anastacia
- Britney Spears
- Christina Aguilera
- Vanessa Amorosi
- Tori Amos
- Ann-Margret
- Fiona Apple
- Tina Arena
- Erykah Badu
- Natasha Bedingfield
- Björk
- Marcie Blane
- Debby Boone
- Laura Branigan
- Michelle Branch
- Maxine Brown
- Simone Burley
- Miley Ray Cyrus
- Melanie Chisolm
- Irene Cara
- Mariah Carey
- Vanessa Carlton
- Karen Carpenter
- Cathy Carr
- Vikki Carr
- Kelly Cavuoto
- Ciara
- Tracy Chapman
- Cher
- Miley Cyrus
- Petula Clark
- Kelly Clarkson
- Carol Connors
- Jill Corey
- Gal Costa
- Dalida
- Alana Davis
- Jackie DeShannon
- Cosima De Vito
- Céline Dion
- Dido
- Tanya Donelly
- Casey Donovan
- Julie Dubela
- Hilary Duff

- Sheena Easton
- Sophie Ellis-Bextor
- Ruth Etting
- Christine Evans
- Shelley Fabares
- Marianne Faithfull
- Fergie
- Doris Fisher
- Connie Francis
- Nicki French
- Annette Funicello
- Nelly Furtado
- Ariana Grande
- Inna
- Lady Gaga

### G-R
- Beth Gibbons
- Deborah Gibson
- Spice Girls
- Delta Goodrem
- Lesley Gore
- Paris Hilton
- Natalie Imbruglia
- Jennifer Lopez
- Denise Lor
- Donna Loren
- Lulu
- Betty Madigan
- Madonna
- Lene Marlin
- Barbara Mason
- Mireille Mathieu
- Rose McDowall
- Loreena McKennitt
- Sarah McLachlan
- Bette Midler
- Dannii Minogue
- Kylie Minogue
- Mandy Moore
- Olivia Newton-John
- Scout Niblet
- Stina Nordenstam
- Sinéad O'Connor
- Paige
- Hope Partlow
- Billie Piper
- Pink
- Mary Prankster
- Pussycat Dolls
- Bonnie Raitt
- Raven-Symone
- Rihanna
- Linda Ronstadt
- Katy Rose
- Rozalla
- Ruslana
- Barbara Ruskin

### S-Z
- Samantha Sang
- Sandie Shaw
- Shakira
- Sia
- Lorraine Silver
- Ashlee Simpson
- Jessica Simpson
- Nancy Sinatra
- Joanie Sommers
- Britney Spears
- Dusty Springfield
- Gwen Stefani
- Skye Sweetnam
- Tiffany
- Tracy Thorn
- Michèle Torr
- Suzanne Vega
- Jennifer Warnes
- Dionne Warwick
- Harriet Wheeler
- Tracy Williams
- Cori Yarckin
- Yazz
- Margaret Young
- Timi Yuro
- Zara Larsson

## Muzică rock
- Donna A./The Donnas
- Lee Aaron/The Lee Aaron Project, 2preciious
- Sharon den Adel/Within Temptation
- Agent M/Tsunami Bomb
- Maria Anderson/Sahara Hotnights
- Andrea/Anghell
- Ingeborg Anna/Adorned Brood
- Caroline Azar/Fifth Column
- Tairrie B/My Ruin, Tura Satana, Manhole
- Alice Bag/The Bags
- Edyta Bartosiewicz/Holloee Polloy
- Pat Benatar
- Adele Bertei/The Bloods, Contortion, Bush Tetra
- Christina Billotte/Autoclave, Slant 6
- Laura Bitch/Aerobitch
- Kat Bjelland/Babes In Toyland, Crunt, Katastrophy Wife
- Jody Bleyle/Team Dresch
- Cinder Block/Tilt, Fabulous Disaster, Retching Red
- Beki Bondage/Vice Squad
- Lynne Breedlove/Tribe 8
- Adena Brumer/Aesma Daeva
- Noelle Bucci/Vixen
- Anna Burley/The Killjoys
- Bianca Butthole/Betty Blowtorch
- Dinah Cancer/Castration Squad, 45 Grave, Dinah Cancer and the Grave Robbers
- Flavia Canel/Aphrodite, Drain S.T.H
- Sonia Carles/7th Moon
- Belinda Carlisle/The Go-Go's
- Lisa Carney/13th Melody
- Rachel Carns/The Need, King Cobra
- Maria Carström/Aardia
- Cassidy/Antigone Rising
- Cee/Iron Rain
- Exene Cervenka/X
- Anna Chaffee/The Penny Dreadfuls
- Régine Chassagne/The Arcade Fire
- Sabina Classen/Holy Moses
- Rebecca Cords/Aesma Daeva
- Karyn Crisis/Crisis
- Allison Crowe
- Cherie Currie/The Runaways, Radio Active
- Dacia/Atomic Blonde
- Ulrika Dahl/Anashi
- Brody Dalle/The Distillers
- Jane Danger/Hetrocide, Three Dollar Bill
- Andrea Datwyler/Lunatica
- Jesicka Desjardins/Bloodshoteye
- DM/The Missing
- Fefe Dobson
- Julie Doiron
- Marija Dokmanoviæ/Abonos
- Free Dominguez/Kidneythieves
- Tanya Donelly/Belly
- Ellyot Dragon/Sister George, Nightnurse
- Annette Ducharme/Bowers-Ducharme, Don't Argue With Her
- Ann-Mari Edvardsen/The 3rd and the Mortal, Tactile Gemma
- Monika Edvardsen/Atrox, Tactile Gemma
- Mona Elliot/Spore, Victory At Sea
- Emilia/Aevlord
- Olivia Favela/Birtha
- Priscila Felicia/Adagio
- Melissa Ferlaak/Aesma Daeva, Vision of Atlantis
- Amy Leigh Ferratti/Bella and the Bottom Feeders
- Florencia Ferro/Adagium
- Lita Ford/The Runaways
- Yoshiko Fujiyama/The 5,6,7,8's
- Lady Galore/Lords of Acid
- Carlotta Gamba/Brazen
- Marie-Eve Garcia/13th Melody
- Janet Gardener/Vixen
- Lydia Gavin/Aroarah
- Gen/The Genitortuers
- Anneke van Giersbergen/The Gathering
- Kimberly Goss/Sinergy, Ancient
- Angela Gossow/Arch Enemy
- The Great Kat
- Manja Gueckel/Adversus
- Henna Haapamäki/Kayah
- Nina Hagen/The Nina Hagen Band
- Emily Haines/Broken Social Scene, Metric
- Meagan Rose Hairston/Alyrium
- Kathleen Hanna/Bikini Kill, Le Tigre
- Annie Hardy/Giant Drag
- Sarah Harmer/The Saddletrammps, Weeping Tile
- Debbie Harry/Blondie, The Wind in the Willows
- Beth Hart
- PJ Harvey
- Heinie/Bitch Alert
- Marie Helsingfors/4order
- Vlasta Henych/666, Torr
- Kristin Hersh/Throwing Muses, 50 Foot Wave
- Susanna Hoffs/The Bangles
- Annie Holoien/The Soviettes, Awesome Snakes
- Chris Horne/The Brood
- Penelope Houston/The Avengers
- Brie Howard/American Girls
- Hrist/Aequinoctium
- Laura Hubert/Leslie Spit Treeo
- Slymenstra Hymen/Gwar
- Chrissie Hynde/The Pretenders
- Isabella/Abÿfs
- Monica Janssen/A New Dawn
- Jessicka/Jack off Jill, Scarling.
- Brigitte Jentjens/Absent Mind
- Joan Jett/The Runaways/The Blackhearts
- Molly Johnson/Alta Moda, Infidels
- Taborah Johnson/Infidels
- Janis Joplin/Big Brother and The Holding Company, Kozmic Blues Band
- Josie/A Sorrowful Dream, Guynevere
- Julie/Rockbitch, Red Abyss
- Kate/Acid
- Lisa Kekaula/The Bellrays
- Joyce Kennedy/Mother's Finest
- Céline de Kerliviou/Ad Vitam Aeternam
- Sanne Kluiters/A New Dawn
- Theo Kogan/Lunachicks
- Liv Kristine/Theatre of Tragedy, Leaves' Eyes
- Candace Kucsulain/Walls of Jericho
- Kynthia/Astarte
- Nomy Lamm
- Morgan Lander/Kittie
- Danielle Lang/Aesma Daeva
- Laurie/Bitchcat
- Amy Lee/Evanescence
- Juliette Lewis/Juliette and the Licks
- Annabella Lewin/Bow Wow Wow
- Lorraine Lewis/Femme Fatale
- Nikkie Van Lierop/Lords of Acid
- Lea Liitmaa/Blacky
- Lindsey/Abigail's Mercy
- Laura Litter/Fabulous Disaster
- Courtney Love/Hole
- Lene Lovich/The Diversions
- Luna/Ad Lunam
- Lydia Lunch/Teenage Jesus and the Jerks, Beirut Slump, 8 Eyed Spy, Harry Crews
- Lovisa Lundmark/6th Awakening
- Maerin/Adultery
- Lois Maffeo
- Magda/Adh Seidh
- Leslie Mah/Anti-Scrunti Faction
- Lynda Mandolyn/Fabulous Disaster
- Shirley Manson/Garbage, Autumn 1904, Wild Indians, Goodbye Mr. Mackenzie, Angelfish
- Maria del Mar/National Velvet
- Marja/A Sorrowful Dream
- Alexandra Martin/Adastreia
- Kim McAuliffe/Girlschool, Painted Lady
- Megan McCauley
- Jennie McKeown/The Bodysnatchers, The Belle Stars
- Holly McNarland
- Lenka Machova/Ador Dorath
- Medeah/Artrosis
- Elizabeth Mehr/Baby Alive
- Natalie Merchant/10,000 Maniacs
- Metzly/Aevlord
- Amy Millan/Stars, Broken Social Scene
- Robyn Miller/The Peels
- Betty Moon
- Alicia Morgan/13
- Alanis Morissette
- Alison "VV" Mosshart/Discount, The Kills
- Bif Naked
- Sandra Nasic/Guano Apes
- Nell/Theatre of Tragedy
- Stevie Nicks/Fleetwood Mac
- Janneke Nijhuijs/Bad Candy
- Kasia Nosowska/Hey
- Anne Nurmi/Lacrimosa
- Karen O/The Yeah Yeah Yeahs
- Tracy O'Connor/12:06 A.M.
- A. Olander/Aegir
- Grazielle Oganna/The Grazers
- Deb Ostrega/Lords of Acid
- Amanda Palmer/The Dresden Dolls
- Peaches
- Victoria Perminova/Act of God
- Daniele Perrone/49 Hydrogen Device
- Doro Pesch/Snakebite, Warlock
- Phranc/Nervous Gender, Catholic Discipline
- Guja Piazzesi/Abstract
- Carole Pope/Rough Trade
- Suzi Quatro
- Fanja Raffellini/AF
- Bonnie Raitt
- Sarah Reitkopp/Halfcocked
- Candia Ridley/Inkubus Sukkubus
- Susan Robb/Incredible Force of Junior
- Tina Root/Switchblade Symphony
- Amanda E. Rootes/Fluffy, Harlow
- Holly Ross/Angelica
- Taba Roxán/Angelus
- Kari Rueslåtten/The 3rd and the Mortal, Storm
- Lori S./Acid King
- Hilke Saathoff/7 Seals
- Sabrina/The Applicators
- Lætitia Sadier/Stereolab
- Saffron/Republica, Swarm
- Jenna Sanz-Agero/Vixen
- Cristina Scabbia/Lacuna Coil
- Deborah Schwartz/The Aquanettas
- Sedusa/Abyssos
- Elena Sergeeva/Absidia
- Veronika Sevostyanova/The Aerium
- Otep Shamaya/Otep
- Kim Shattuck/The Muffs
- Simone Simons/Epica
- Sina/Bottom
- Siouxsie Sioux/Siouxsie & the Banshees, The Creatures
- Maria Sjöholm/Drain S.T.H
- Grace Slick/Jefferson Airplane
- Tara Slone/Joydrop
- Cat Smith/Apple Viper
- Patti Smith
- Patty Smyth/Scandal
- Ainhoa Soraluze/Adhur
- Donita Sparks/L7
- Gwen Stefani/No Doubt
- Susanne Stitz/Adversus
- Poly Styrene/X-Ray Spex
- Janis Tanaka/Hammers of Misfortune
- Laurel Thackeray/Bolero Lava
- Kristy Thirsk/Delerium, Rose Chronicles
- Tristessa/Astarte
- Kate Turley/The Fight
- Jody Turner/Rock Goddess
- Tina Turner
- Tanja/Lullacry
- Tanya/Lullacry
- Tarja Turunen/Nightwish
- Ari Upp /The Slits
- Elena Uría/7th Delirium
- Sarah Utter/Bangs
- Vary/A Sorrowful Dream
- Winnie Versmissen/7th Circle
- Viktoria/Adherent
- Selene Vigil/Seven Year Bitch
- Marta Vlahoviæ/Abonos
- Vulnavia/The Barbarellas
- Anna Wallin/Absentia
- Silje Wergeland/Octavia Sperati
- Kim van Wijk/Absent Mind
- Enid Williams/Girlschool
- Wendy O. Williams/The Plasmatics
- Sarah Williamson/Aesma Daeva
- Audra Willis/Acrimonium
- Ann Wilson/Heart
- Kaia Wilson/Adickdid, Team Dresch, The Butchies
- Sandra Wolf/Aeternitas
- Allison Wolfe/Bratmobile, Deep Lust
- Leslie Woods/Au Pairs, The Darlings
- Mary Lu Zahalan
- Mia Zapata/The Gits
- Rachel Zilla/Broadzilla
- Andrea Zollo/Pretty Girls Make Graves

## RapșiHip-hop
- Foxy Brown
- Da Brat
- MC Lyte
- Missy Elliott
- Eve
- Lauryn Hill
- Lil' Kim
- Queen Latifah
- Queen Pen
- Salt-N-Pepa
- Roxanne Shante
- Kinnie Starr
- Trina

## SoulșiR&B
- Rihanna
- aliyah
- Ashanti
- India.Arie
- Erykah Badu
- Anita Baker
- Fantasia Barrino
- Mary J. Blige
- Toni Braxton
- Mariah Carey
- Ciara
- Natalie Cole
- Sheila E.
- Adriana Evans
- Roberta Flack
- Aretha Franklin
- Gloria Gaynor
- Macy Gray
- Lauryn Hill
- Whitney Houston
- Adina Howard
- Janet Jackson
- Etta James
- Alicia Keys
- Chaka Khan
- Gladys Knight
- Beyoncé Knowles/Destiny's Child
- Patti LaBelle/LaBelle
- Leona Lewis
- Me'shell N'Degeocello
- Stephanie Mills
- Mya
- Brandy Norwood
- Martha Reeves/The Vandellas
- Diana Ross/The Supremes
- Sade
- Jill Scott
- Nina Simone
- Mavis Staples/Staples Singers
- Joss Stone
- Donna Summer
- Teena Marie
- Tiera Ward Aka T-BaBy
- Tina Turner
- Dionne Warwick
- Mary Wells
- Vesta Williams

## Swing
- Andrews Sisters
- Boswell Sisters
- Ella Fitzgerald
- Betty Hutton
- Jo Stafford
- Ethel Waters

## Tango
- Amelita Baltar
- Gloria Biaz
- Eladia Blazquez
- Gal Costa
- Gigi de Angelis
- Rosanna Falasca
- Ranko Fujisawa
- Maria Graña
- Patricia Lasala
- Susy Leiva
- Tita Merello
- Blanca Mooney
- Rosita Quintana
- Susana Rinaldi
- Elsa Rivas
- Graciela Susana
- Nelly Vasquez
- Gloria Velez (de Argentina)

## Vodevilșimusic hall
- Jane Avril
- Josephine Baker
- Nora Bayes
- Fanny Brice
- Damia
- Marie Dubas
- Fréhel
- May Irwin
- Helen Kane
- Kiki
- La Goulue
- Yvette Guilbert
- Marcelle Lender
- Marie Lloyd
- Mistinguett
- Lillian Russell
- Aileen Stanley
- Eva Tanguay
- Sophie Tucker
- Mae West

## Altele
- Laurie Anderson
- Sarah McLachlan
- Isabel Bayrakdarian
- Kiran Ahluwalia
- Leigh Nash
- Björk
- Nathalie Cameron
- Cheer Chan
- Gal Costa
- Josie Cotton
- Allison Crowe
- Ruth Da Costa
- Mylène Farmer
- Gabriella Ferri
- Brigitte Fontaine
- Fortuna (cântăreață)
- Diamanda Galás
- Le Mystère Des Voix Bulgares
- Jarboe
- Ute Lemper
- Mina
- Miranda July
- Miriam Stockley
- Miss Kittin
- The Newark Balkan Chorus
- Nico
- PJ Powers
- Q Lazzarrus
- Robert
- Anne Shelton
- Vibeke Stene
- Shina Ringo
- Jenny Wilhelms